# Chiesa di Santa Maria del Carmine (Pavia)
La chiesa di Santa Maria del Carmine è uno dei maggiori luoghi di culto cattolici di Pavia ed è un esempio notevole di gotico lombardo.
Fu iniziata nel 1374 e la sua costruzione proseguì lentamente anche per una interruzione dovuta agli impegni economici dei Visconti per la contemporanea costruzione della Certosa; fu ripresa nel 1432 ed ultimata infatti solo nel 1461, mentre la facciata fu completata nel 1490.
Restaurata fra il 2006 e il 2010.

## Storia
Nel 1364 i Carmelitani dovettero abbandonare la primitiva chiesa di Santa Maria del Carmine, che occupavano dal 1298, perché l'edificio si trovava nella parte settentrionale della città, nell'area dove Galeazzo II stava facendo realizzare il castello Visconteo. La chiesa fu quindi demolita per lasciare spazio al cantiere del castello, ma Galeazzo II risarcì i Carmelitani donandogli la vecchia chiesa dei Santi Faustino e Giovita (documentata almeno dal 1105) e finanziando la costruzione di un nuovo, e più grande, edificio. A partire dal 1373 i Carmelitani avviarono la costruzione della nuova chiesa che si protrasse per oltre un secolo, poiché, oltre alla chiesa dei Santi Faustino e Giovita, dovettero anche far demolire quella di San Colombano minore (o San Colombano de Cellanova), una chiesa antica, fondata in epoca longobarda nell'VIII secolo, originariamente gestita dai monaci di San Colombano di Bobbio, ma che era stata già soppressa nel 1346 e i cui redditi erano stati assegnati alla Chiesa di San Giovanni Domnarum.

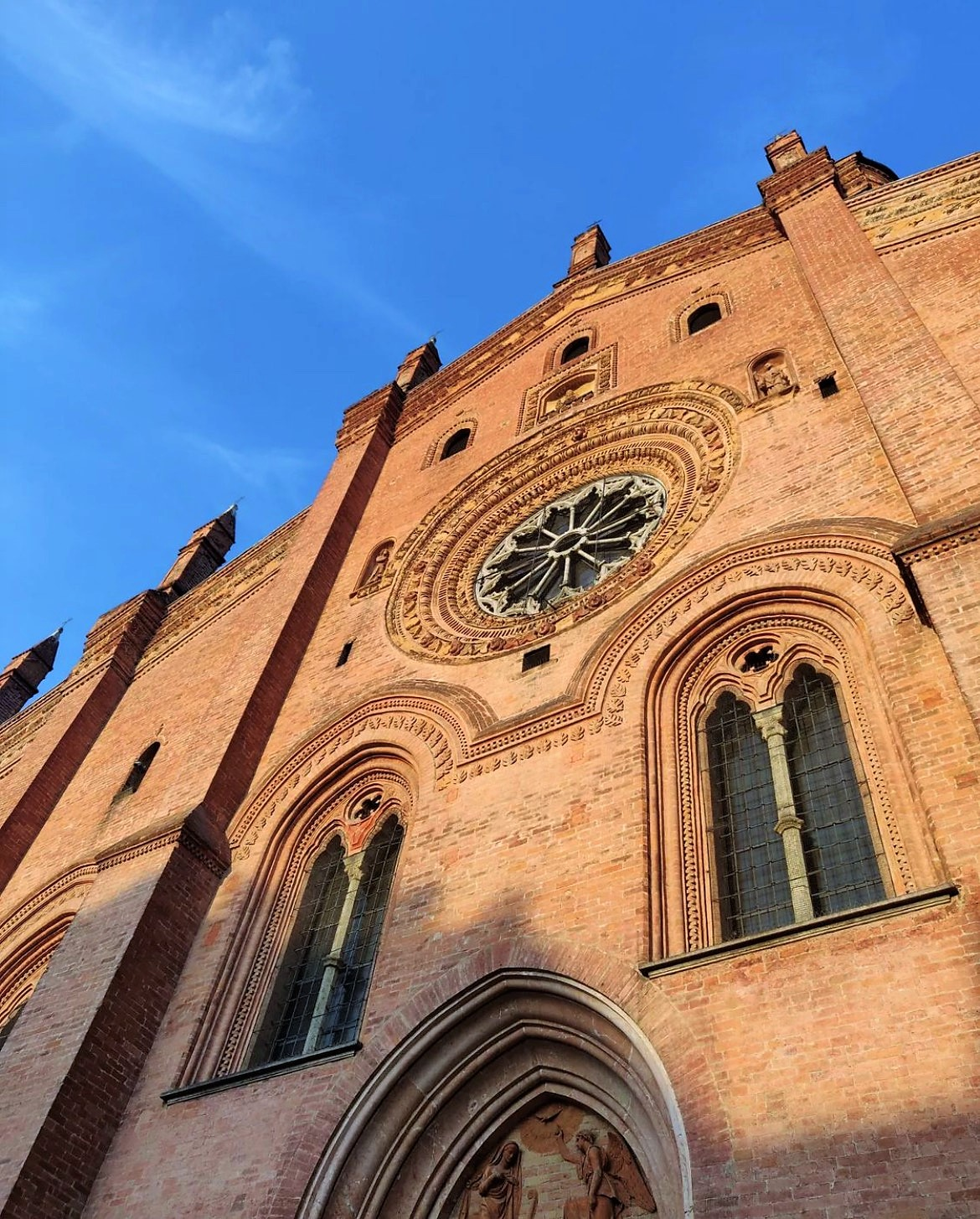
La facciata.

Il progetto della costruzione fu affidato a Bernardo di Venezia che aveva già realizzato il castello Visconteo. Nel 1390 Gian Galeazzo elargì una cospicua donazione destinata alla costruzione della chiesa, tuttavia, sempre negli stessi anni, l'inizio del cantiere della Certosa di Pavia causò un rallentamento dei lavori, perché molte maestranze furono attratte dal nuovo cantiere. Nel 1397 Francesco Barbarava, tesoriere di Gian Galeazzo Visconti, scelse l'altare maggiore della chiesa come luogo di sepoltura per la sua famiglia e donò ingenti somme di denaro per il cantiere della chiesa. Nonostante la ricca donazione, i lavori continuarono piuttosto lentamente nel XV secolo.  La chiesa fu completata solo nel 1461 mentre la facciata ful ultimata nel 1490. Le 16 cappelle laterali che fiancheggiano le navate furono costruite tra il 1450 e il 1498, due furono finanziate dalle corporazioni dei lanaioli e dei macellai e le altre da famiglie aristocratiche. La cappella di San Sebastiano fu scelta, nel 1509, dagli studenti "ultramontani" (francesi, fiamminghi o di terre di lingua tedesca) che frequentavano l'università di Pavia quale luogo di sepoltura gli universitari provenienti da quei paesi morti in città.
Il convento venne soppresso nel 1799 e la chiesa fu trasformata in parrocchia. Nel 1807 all'interno della parrocchia si trovavano le chiese sussidiarie di Santa Trinità, dei Santi Gervasio e Protasio, di San Rocco, di Santa Maria di Loreto, di Sant'Ivenzio, di Santa Croce, della Colombina, di Santa Maria Annunciata e di San Gregorio, mentre nel 1823 il clero contava 36 sacerdoti, numero che diminuì drasticamente negli anni successivi, riducendosi, già nel 1845 a un parroco e a tre coadiutori. Diversamente, nel corso dell'Ottocento salì il numero delle anime da comunione della parrocchia: 3.847 nel 1807, 4.600 nel 1845 e 5.040 nel 1877. Dalla visita apostolica del vescovo Agostino Riboldi del 1898 siamo informati che in quella data, presso la parrocchia, erano attive diverse confraternite religiose, quali: la confraternita del Santissimo Sacramento, la confraternita del Santo Rosario, la pia unione delle Figlie di Maria, la compagnia di San Luigi Gonzaga, la pia unione della Sacra Famiglia, la congregazione del Terz'Ordine di San Francesco d'Assisi. Attualmente la Chiesa fa parte della parrocchia omonima retta dal clero secolare.

## Descrizione

### Facciata
L'imponente facciata, che domina l'omonima piazza, non nasconde nella sua forma slanciata a capanna, con linea spezzata, un'ispirazione architettonica romanica, ma le decorazioni sono indubbiamente collocabili nel gotico lombardo, anche per la presenza delle bifore che alleggeriscono le forme romaniche. La base presenta un alto orlo in serizzo. I sei pilastri dividono la facciata in cinque campi verticali nei quali si inseriscono i tre portali frutto di un rifacimento ottocentesco dell'architetto Giuseppe Marchesi. I portali presentano delle lunette con sculture di Luigi Marchesi (1854): nella lunetta centrale è rappresentata l'Annunciazione, mentre in quelle laterali i Santi Pietro e Paolo. Sopra i portali si trovano quattro grandi bifore a sesto acuto e nella parte più esterna due monofore.
La parte centrale è occupata da un elaboratissimo rosone in cotto. Il rosone centrale ha una larga cornice decorata in cotto che contiene, nella parte più esterna, teste di angeli. Il profilo superiore è decorato con un fregio e da sette pinnacoli quadrati. Ai lati del rosone si trovano due nicchie che ospitano le statue dell'arcangelo Gabriele e della Vergine Annunziata. Al di sopra del rosone una nicchia contornata da una cornice quadrata contiene un bassorilievo in terracotta raffigurante il Padre Eterno. Queste statue sono stilisticamente riconducibili all'ambito di Giovanni Antonio Amadeo.

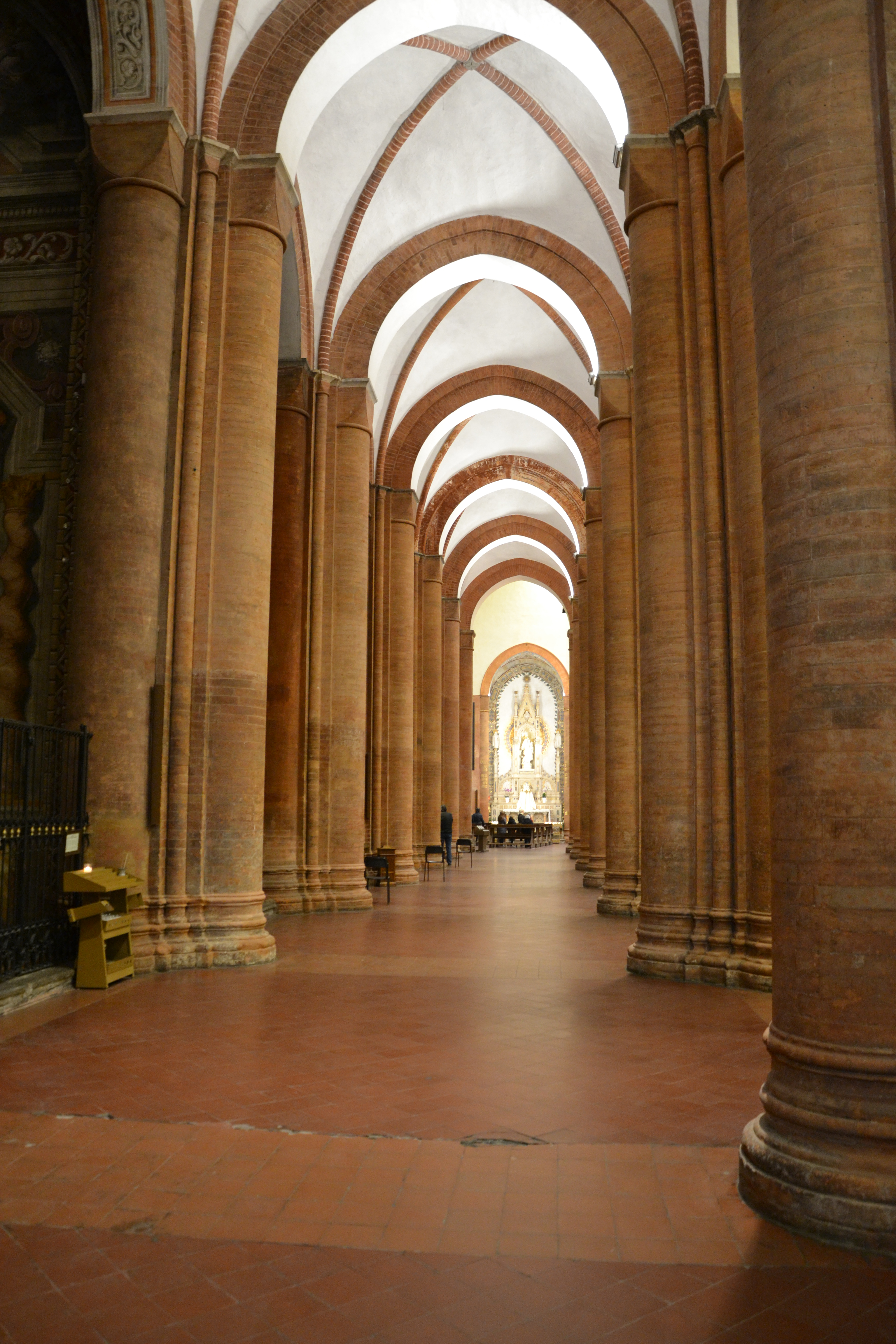
una delle navate interne

Nella piazza, sulla destra si trova la Chiesa della Santissima Trinità (fondata nel 996 dal conte Bernardo e da sua moglie Roglinda e poi ricostruita in forme barocche nel 1652), oggi trasformata in appartamenti residenziali, la cui facciata si trova nella piazzetta che si apre in fondo alla piazza alla destra. Di fronte alla Chiesa si trova il Palazzo Langosco-Orlandi iniziato in opera rinascimentale e completato nella prima parte del XVIII secolo. Una formella nel portico interno ritrae, come firma, Giacomo de Grogno, che fu l'architetto dell'ala rinascimentale del palazzo.

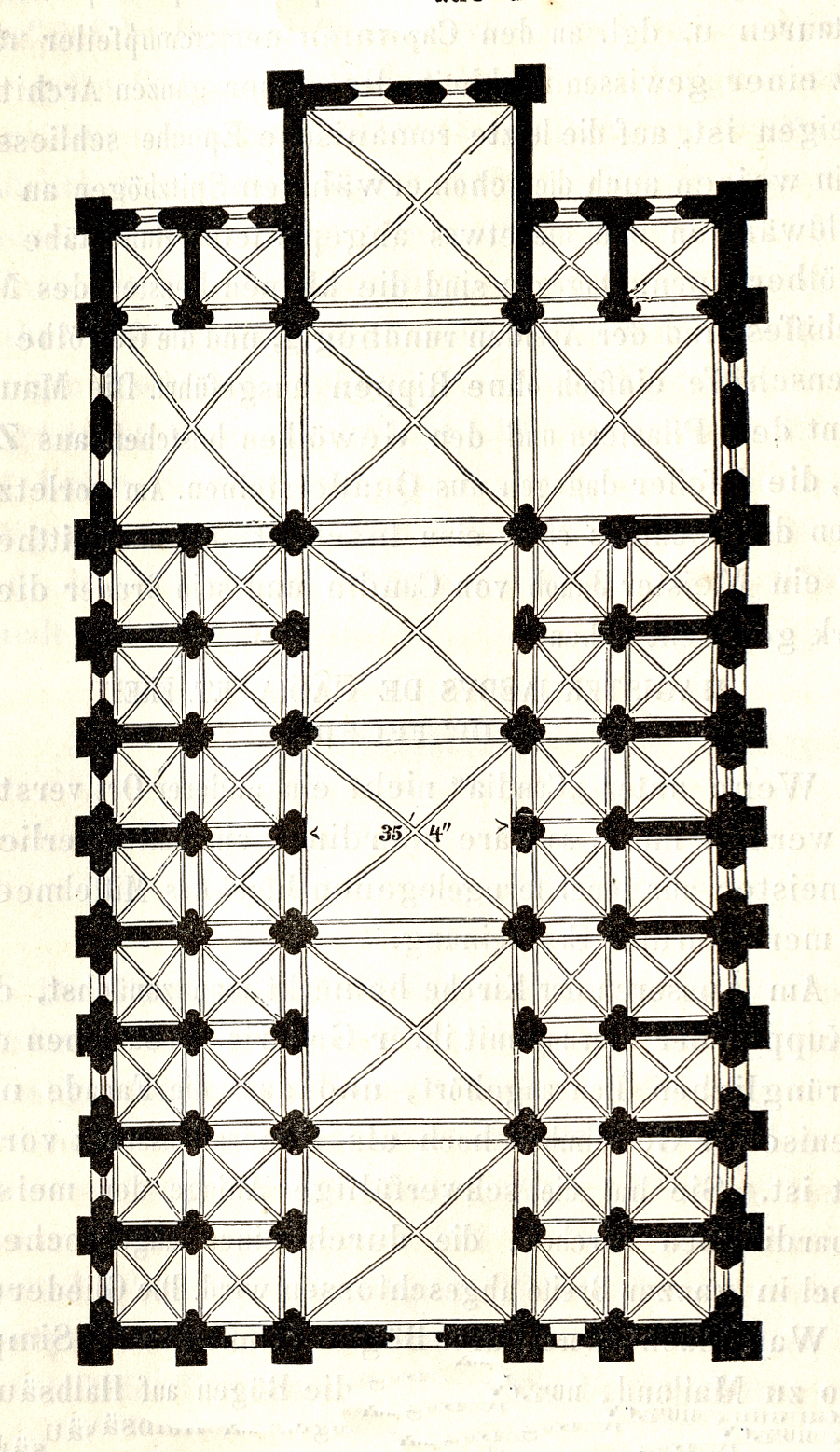
Pianta

### Interno

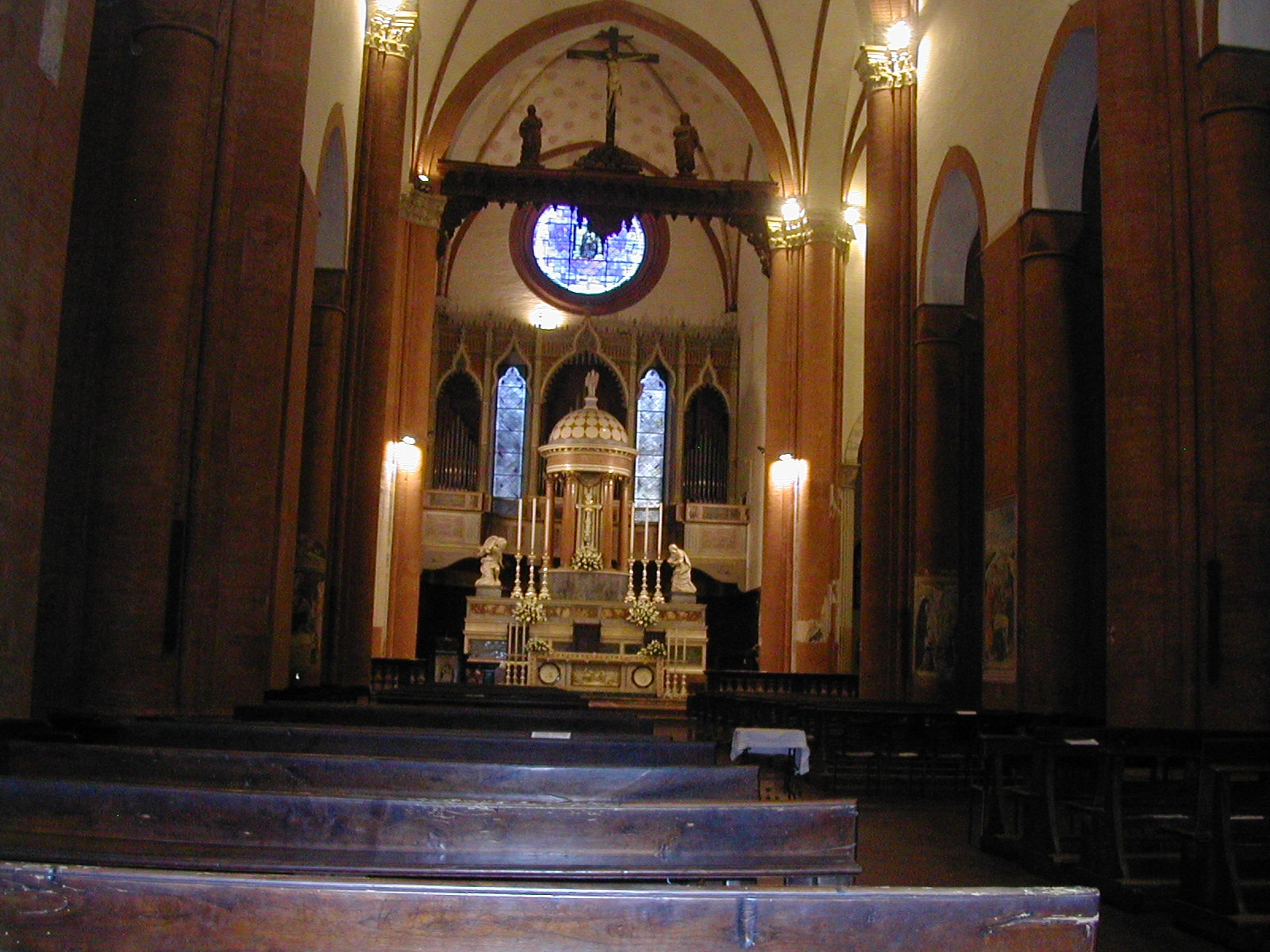
L'altare maggiore

La chiesa ha una pianta rettangolare entro la quale trova posto un impianto a croce latina a tre navate affiancate da cappelle quadrate ottenute dal rimaneggiamento delle navate più esterne (originariamente l'impianto era a cinque navate). Le dimensioni in pianta sono ragguardevoli: quasi 80 metri di lunghezza per 40 di larghezza. Le grandi dimensioni della chiesa sono legate all'appartenenza ai Carmelitani, un ordine di frati predicatori. Le proporzioni della costruzione sono basate sul modulo ad quadratum, che prevede l'utilizzo di un unico elemento di base quadrato che si ripresenta in larghezza, lunghezza e altezza. La navata centrale, di altezza doppia rispetto alle minori, è suddivisa in quattro campate quadrate che, nelle navate laterali, sono suddivise a loro volta in due campatelle quadrate aperte su due cappelle sempre di pianta quadrata. Le volte sono a crociera archiacuta e i costoloni che suddividono la struttura delle volte sono in cotto in modo da formare un elemento cromatico in contrasto con l'intonaco chiaro. Anche i pilastri presentano un accostamento cromatico con il cotto e la pietra grigia di Angera.

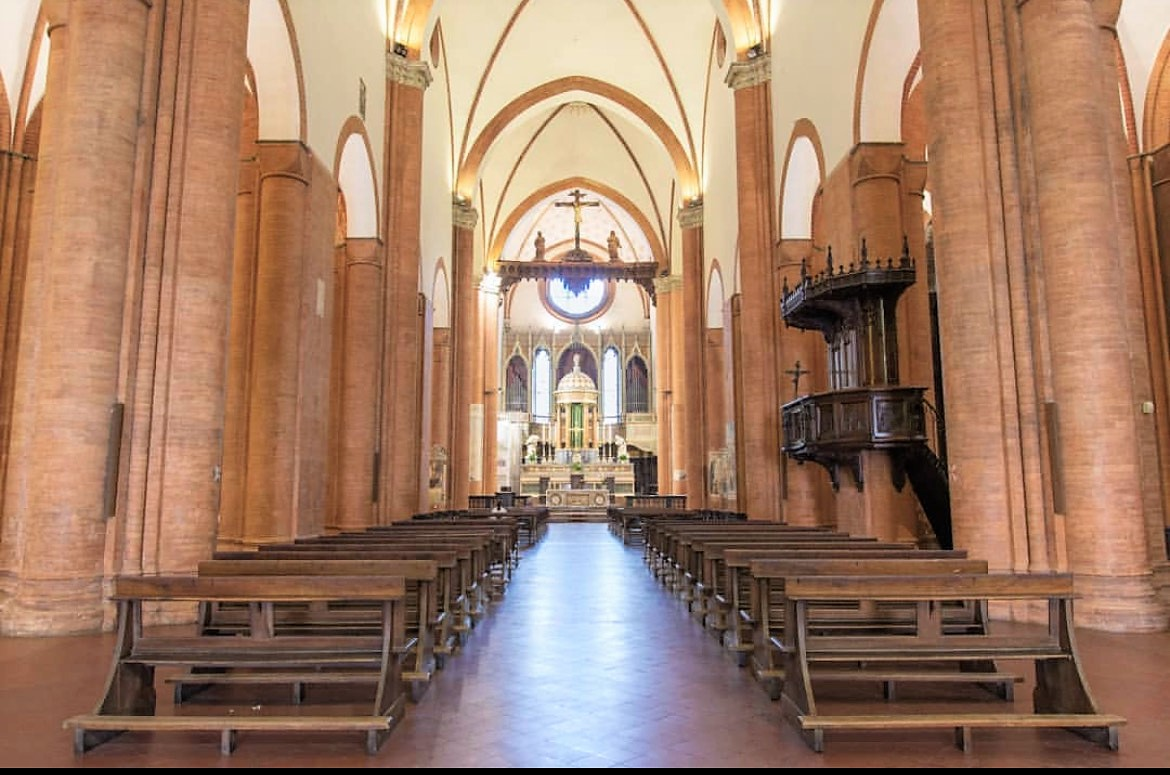
Interno della chiesa

#### Presbiterio
Nel presbiterio è collocato l'altare marmoreo che ha subito un pesante intervento nel 1832. L'altare è sovrastato da un tempietto circolare con il Cristo trionfante, ai lati del quale si trovano l'Angelo annunziante e la Vergine. Il paliotto, in marmo bianco, contiene la Veronica, affiancata da due medaglioni con Cristo nell’orto degli ulivi (a destra) e l'Ecce Homo (a sinistra). Nella tribuna neogotica si trova il grande organo realizzato nel 1836 dai fratelli Lingiardi e successivamente modificato nel 1872. Sulla parete sinistra è murato un tabernacolo gotico lapideo, con l'Annunciazione.

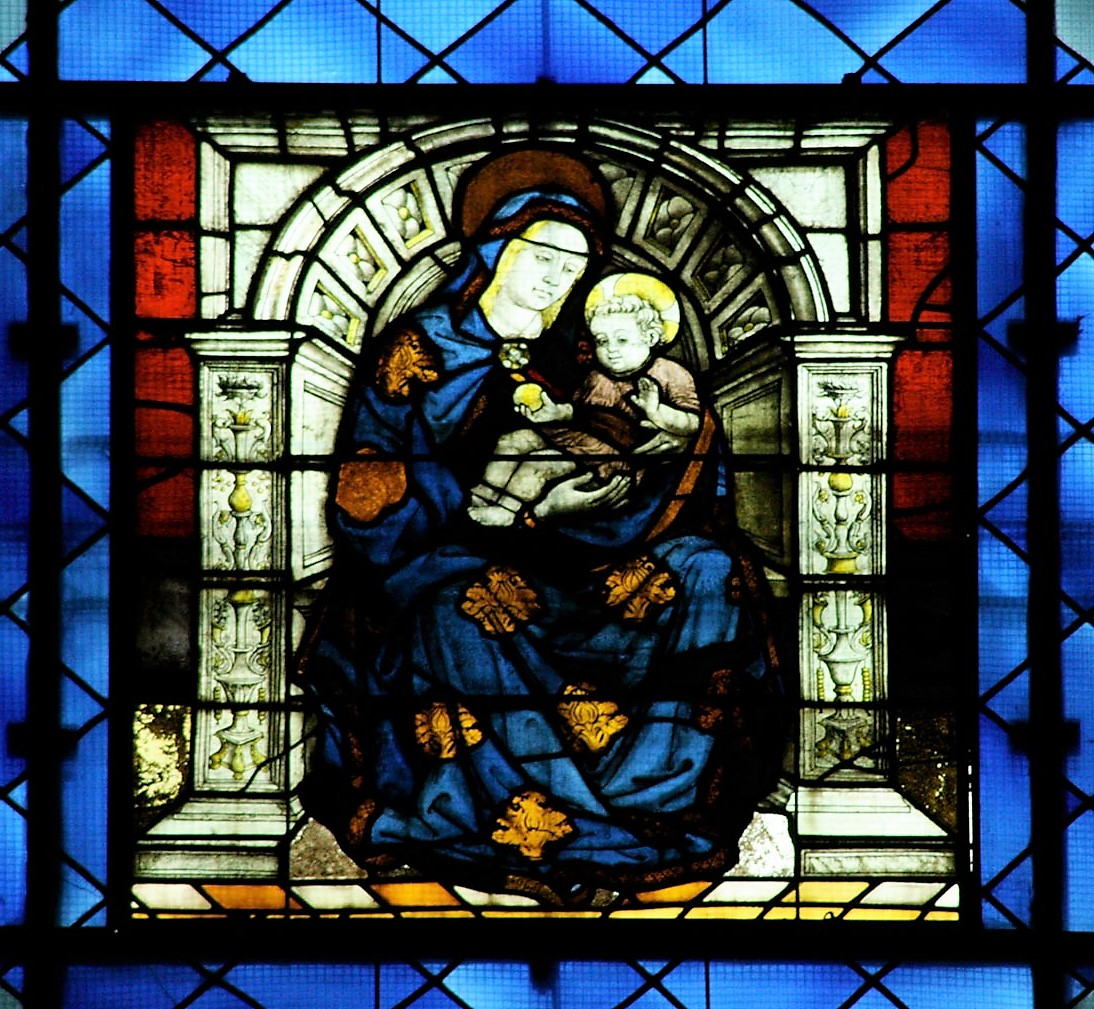
Vincenzo Foppa, Madonna in trono con il Bambino, 1482-1489.

Nella parete absidale, sopra l'altare si apre una vetrata policroma raffigurante al centro la Madonna in trono con il Bambino, realizzata tra il 1482 e il 1489. Il cartone con la Madonna è stato attribuito a Vincenzo Foppa. La formella quattrocentesca è l'unica rimasta della vetrata originale che era stata rinvetriata nel 1827. Durante il restauro del 1989, la formella quattrocentesca, posta al centro, con la Madonna in trono e il Bambino è stato inserita in una nuova cornice, un rombo di colore blu elettrico dagli angoli smussati a sua volta inscritto nell'ampio cerchio del rosone con motivi geometrici moderni. La vetrata è assieme ai tre clipei absidali della chiesa di San Lanfranco l'unica vetrata superstite a Pavia del periodo storico a cavallo tra quattrocento e primi del cinquecento. Sopra l'altare, l'arco trionfale della chiesa è arricchito da una grande iconostasi lignea con Gesù crocifisso e, ai suoi lati, la Madonna e San Giovanni Evangelista, opera di Giovanni Battista Trucazzano, realizzata tra il 1638 e il 1645.
Nella cappella dell'abside prospiciente la navata minore sinistra un altare eretto nel 1905 su disegno dell'architetto Cesare Nava: la cappella, in origine interamente buia, fu illuminata mediante un'apertura nella volta. La decorazione murale è del Brusca, le statue e i bassorilievi del Sassi.

#### Transetto e sagrestia

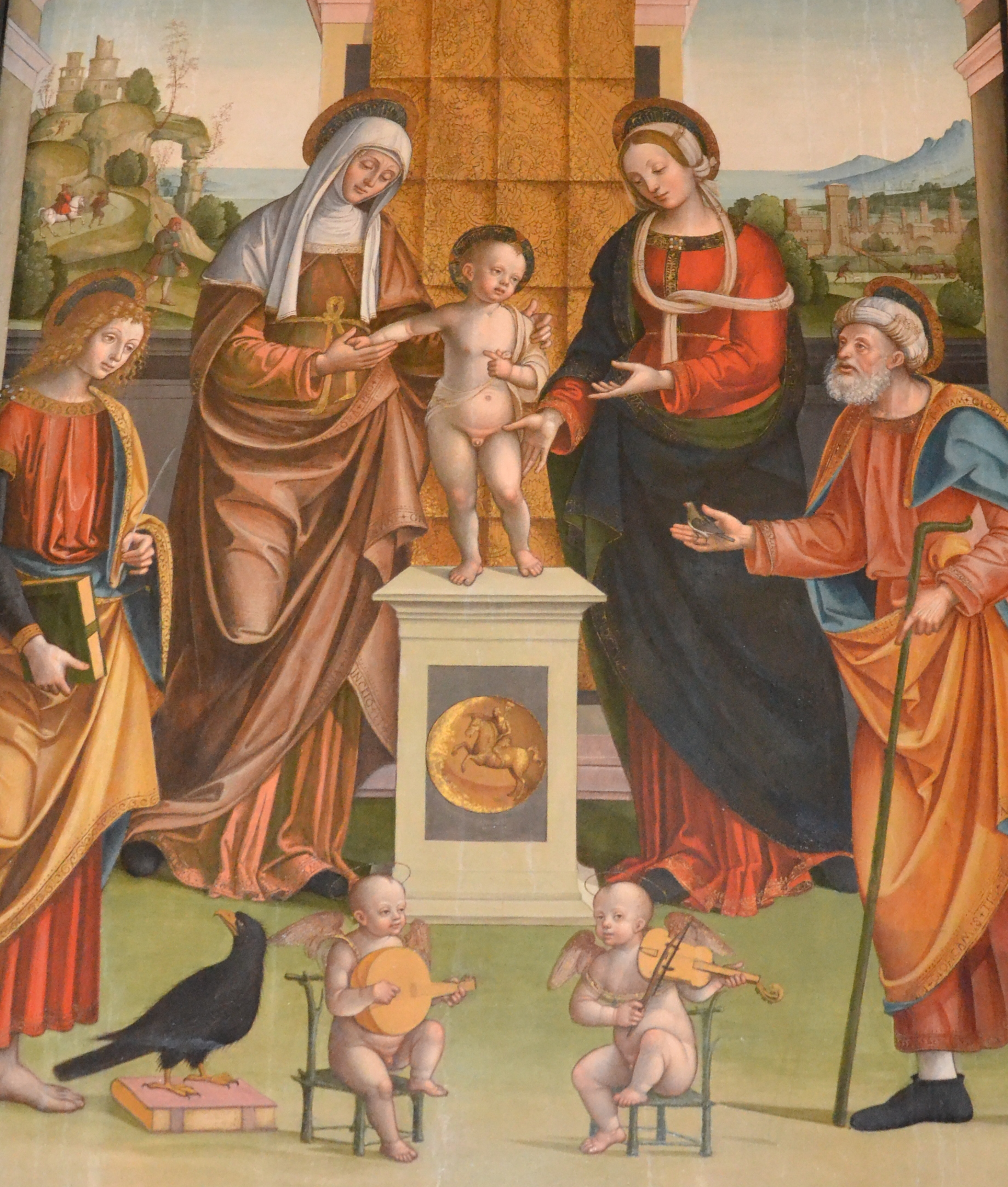
Bernardino Lanzani, Pala d'altare, 1515

Nel transetto sulla parete sinistra sono presenti numerosi e preziosi affreschi votivi attribuiti alla cerchia di Michelino da Besozzo e datati tra il primo e il quarto decennio del XV secolo, e una pala d'altare di Bernardino Lanzani, artista originario di S. Colombano al Lambro, con Gesù Bambino tra la Madonna, i SS. Anna, Gioacchino, Giovanni Evangelista, firmata e datata (1515).

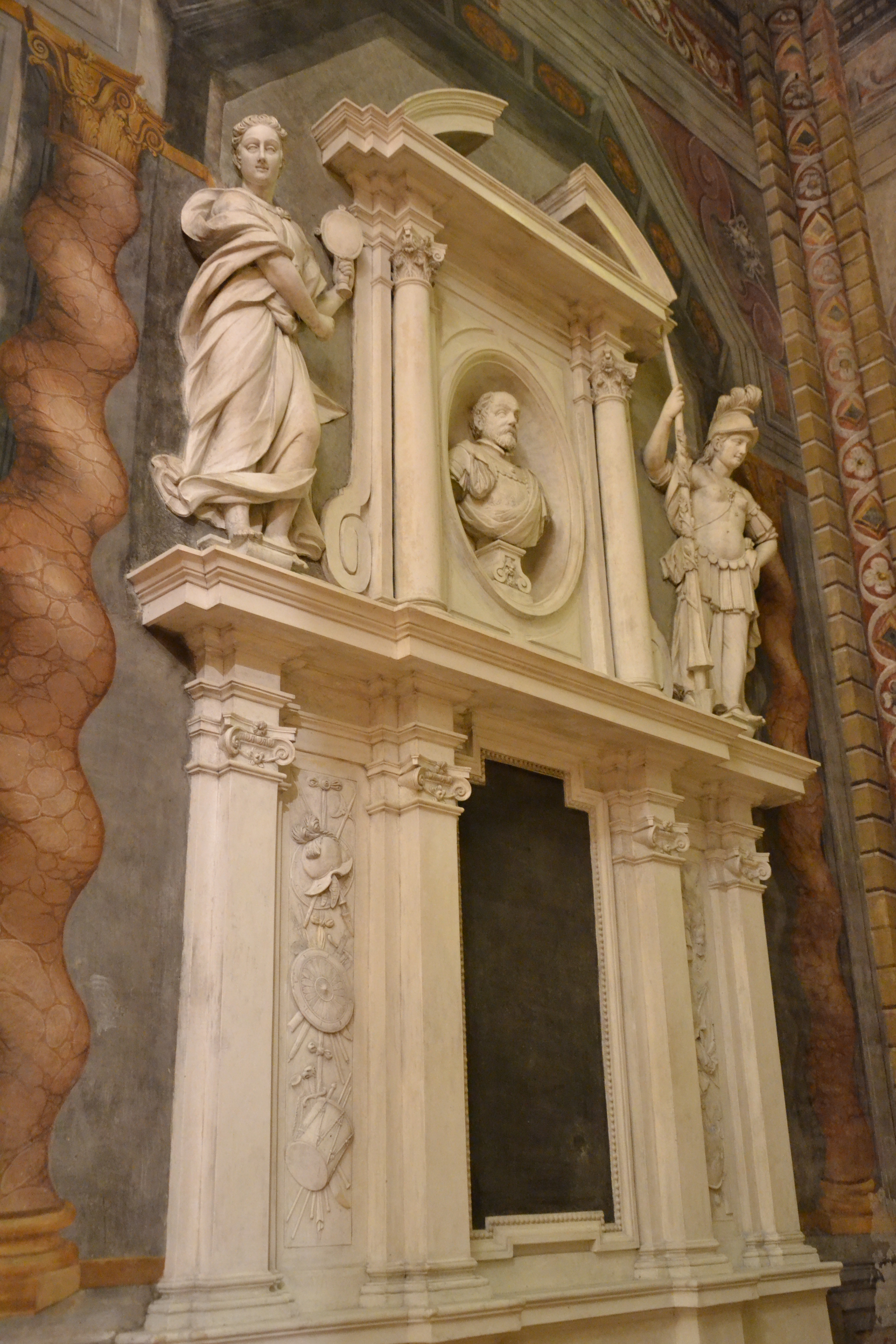
Monumento funerario, XVII secolo.

Sulla parete laterale destra del transetto è posta la facciata, ricca di stucchi barocchi, della sagrestia (1576), fatta costruire dal conte Camillo della Pietra. Attorno al portale che dà accesso al locale vi sono delle nicchie simmetriche con San Francesco con le stigmate e Giovanni Battista, mentre la nicchia nel timpano ospita la Vergine con il Bambino. In origine la sagrestia era una cappella dedicata all'Assunzione della Vergine che ospitava la pala del Cane, ora nella V cappella. Nella facciata vi sono anche degli stemmi gentilizi, ora abrasi, sorretti da putti. A sinistra si trovano le insegne della famiglia Pietra.
All'interno della sagrestia si trova un lavabo in marmo, di fattura rinascimentale, con tre rubinetti bronzei a forma di delfino e un rilievo con l'incoronazione della Vergine e due medaglioni con ritratti di monaci. In origine il lavabo era posto nel corridoio che conduceva al coro ed era utilizzato dai monaci.

### Cappelle navata destra
Lungo le due navate si sviluppano otto cappelle per ognuno dei due lati.

#### Cappella del Crocefisso
È la prima cappella partendo dalla facciata e custodisce il Crocifisso ligneo appartenuto alla Confraternita di San Rocco e della Misericordia a cui era affidato il compito di assistere nelle ultime ore i condannati a morte. La confraternita, fino alla soppressione nel 1808, aveva sede in un vicino oratorio dove era collocato il crocifisso sito nella vicina via XX settembre ora sede di una libreria.

#### Cappella di San Pio X
La pala del Santo è opera del pittore pavese Gino Testa. Di fronte è posto "San Rocco intercede per la cessazione della peste", di Tommaso Gatti (1642)

#### Cappella dell'Angelo custode
La cappella apparteneva in origine alla famiglia Ricci, da cui la raffigurazione dei tre ricci raffigurati nella chiave di volta. A partire dal 1691 la cappella passa ai Bonati che vi collocano le loro sepolture. Per abbellire la cappella viene incaricato il pittore Sebastiano Ricci per realizzare il nuovo dipinto: "Angelo custode" (1694, Sebastiano Ricci). La tela, restaurata nel 2011, è racchiusa in una cornice in legno dorato nella cui parte superiore angioletti contornano lo stemma della famiglia. Nel paliotto dell'altare, in legno dipinto, lo scudo centrale raffigura l'angelo custode (Raffaele) con il piccolo Tobia.
Un secondo dipinto (olio su tela) del secolo XVII e restaurato nel 2016 raffigura "Giovanni XXII e il Privilegio Sabatino concesso ai carmelitani nel 1322". Il quadro si riferisce a un episodio chiave della storia carmelitana che ha trovato ampio spazio nell'iconografia dell'ordine. Il dipinto rappresenta l'apparizione della Vergine al futuro pontefice Giovanni XXII a cui fa una la promessa di salvazione dei monaci appartenenti all'ordine. La promessa è riportata, in latino, sul foglio posto al centro della composizione pittorica. Secondo la tradizione carmelitana la Madonna avrebbe preso l'impegno di liberare dal Purgatorio il primo sabato dopo la morte i monaci carmelitani. La visione è contenuto nel documento papale conosciuto come Bolla Sabatina del 3 marzo 1322.

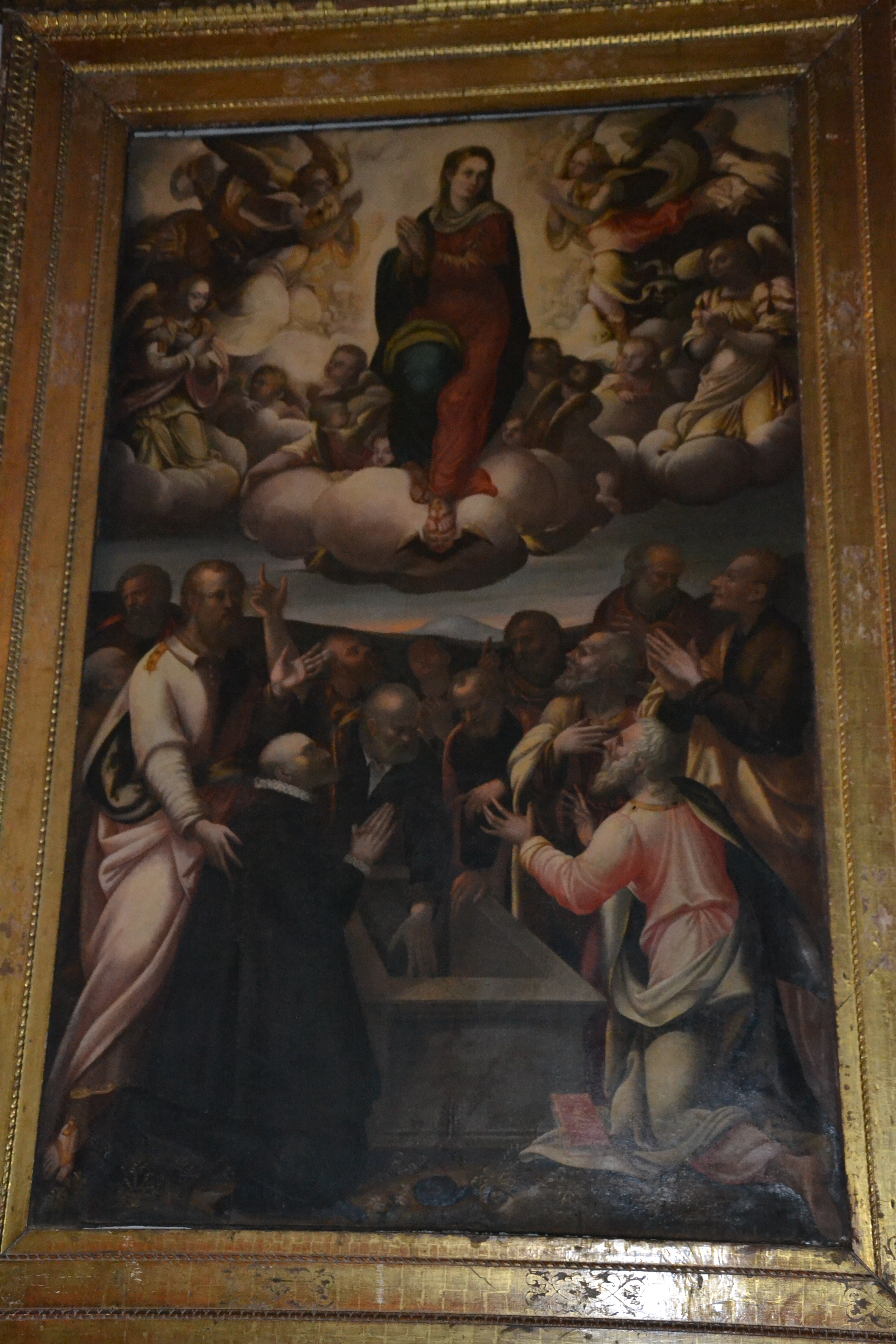
Assunta (1576 circa, Bernardo Cane)

#### Cappella dell'Assunta
La dedicazione della cappella all'Assunta è recente e risale al 1962, quando fu qui trasferita la tavola dell'Assunta (1576 circa, Bernardo Cane), che prima era collocata nella sacrestia. Precedentemente la cappella era dedicata alla monaca carmelitana Santa Maria Maddalena de’ Pazzi (1566-1607).
Una seconda tela dipinta da Pietro Maggi, allievo di Filippo Abbiati, raffigura Sant'Agostino scrive sul cuore di Maria Maddalena de' Pazzi.

#### Cappella di Sant'Anna
La cappella apparteneva, come risulta evidente dai temi rappresentati, ai Mercanti della lana che l'hanno voluta dedicare alla loro Santa protettrice. Nella cappella è collocata la Pala di Sant'Anna (1618, Guglielmo Caccia detto il Moncalvo). Nel dipinto, alle spalle della Santa sono, infatti, rappresentati vari momenti della produzione del tessuto: il gregge di Gioacchino, la tosatura delle pecore, la cardatura, la filatura e la tessitura. Nella cappella vi sono altri riferimenti: nella lunetta superiore della parete sinistra sono rappresentati Anna e Gioacchino che soccorrono la chiesa e i poveri secondo l'iconografia che si rifà alla Legenda aurea di Jacopo da Varagine, mentre nella lunetta di fronte il profeta Elia con il bastone acceso, indica ai fedeli, la Vergine, figlia di Sant'Anna. La cappella è stata restaurata nel 2013.
Nella cappella anche un olio su tela "Visione di Papa Onorio III" di Filippo Abbiati.

#### Ex cappella di San Giulio
Fu fatta affrescare dal paratico dei ciabattini che nel 1592 la dedicarono al loro santo protettore, san Giulio d’Orta. Sulle pareti sono stati dipinti degli affreschi che riproducono alcuni episodi della vita del santo: San Giulio trasforma la bugia in verità facendo trovare morto colui che si fingeva tale; e, nella parte superiore, il Santo attraversa il lago d'Orta sul proprio mantello, e libera l'isola, chiamata poi di San Giulio, dai serpenti.

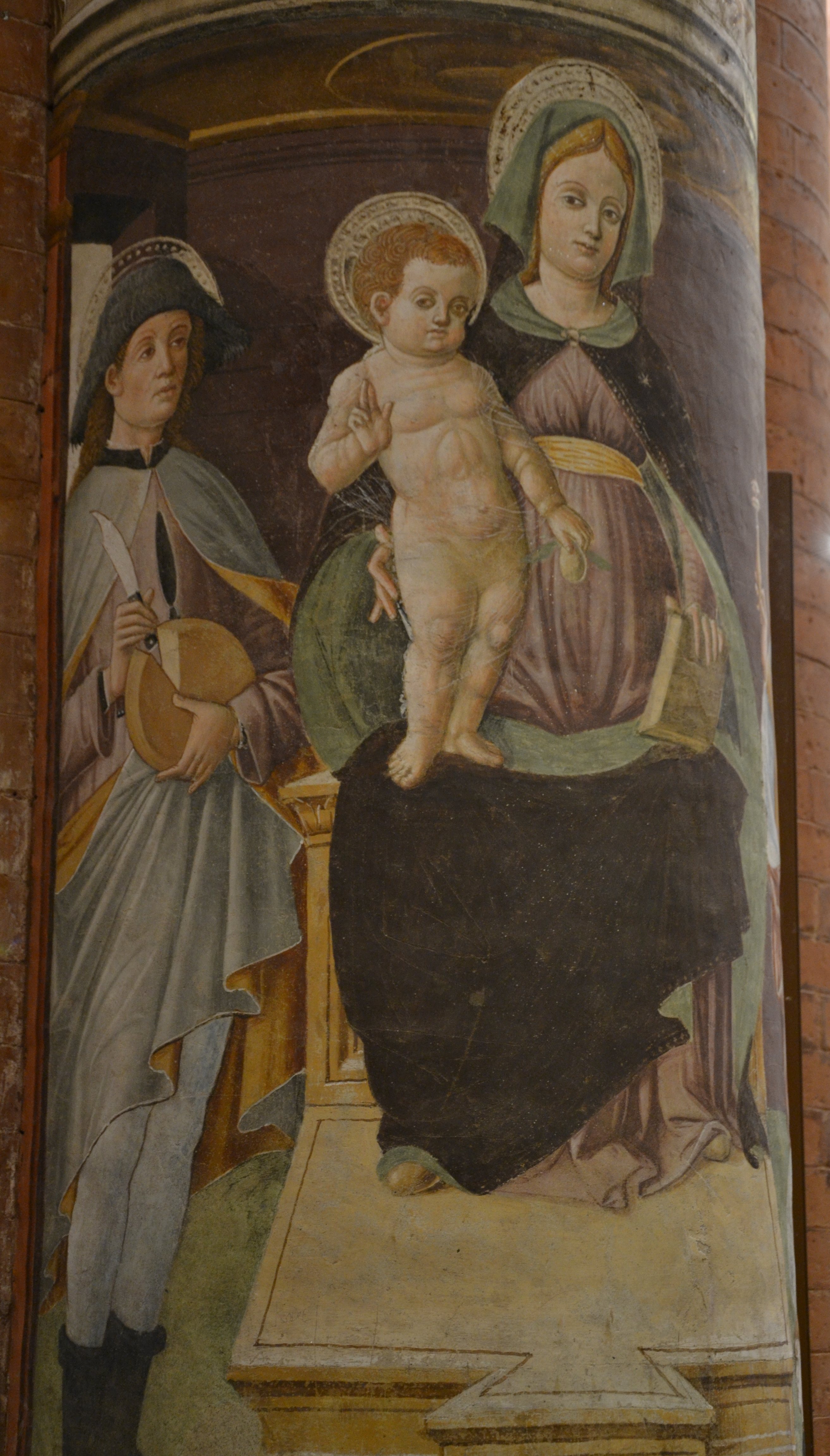
affresco quattrocentesco su una delle colonne

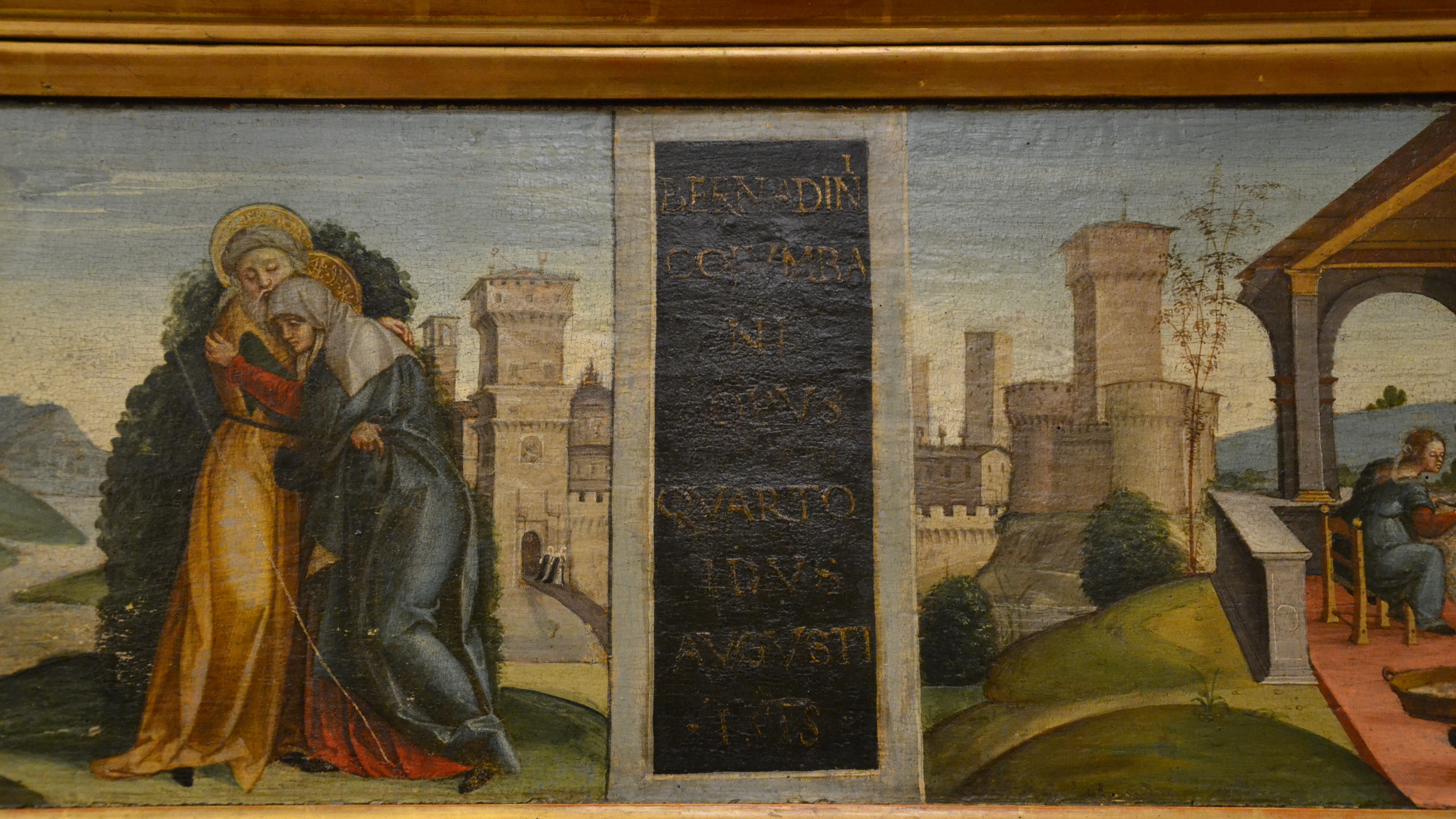
polittico

Addossato alla parete esterna si trova l'arco con il portale di ingresso al chiostro.

#### Cappella dell'immacolata
Di fronte all'altare vi è una tavola dipinta del pittore Bernardino Lanzani, raffigurante la Madonna in trono tra Sant'Agostino e Sant'Ambrogio, tempera su tavola, databile agli inizi del XVI sec. (tra il 1508 e il 1510 ca.). Nella cimasa sono dipinte altre scene con il Cristo (pietà), la Madonna dolente e San Giovanni Evangelista. La parte inferiore del polittico è interamente occupata da una scritta in latino che illustra l'intento del dipinto: "Nos credimus natum Dei, partumque Virginis sacrae, peccata qui mundo tulit ad dexteram sedens Patris."
Un altro quadro si riferisce a un episodio chiave della storia carmelitana che ha trovato ampio spazio nell'iconografia dell'ordine. Il dipinto rappresenta l'apparizione della Vergine al futuro pontefice Giovanni XXII a cui fa una la promessa di salvazione dei monaci appartenenti all'ordine. La promessa è riportata, in latino, sul foglio posto al centro della composizione pittorica. Secondo la tradizione carmelitana la Madonna avrebbe preso l'impegno di liberare dal Purgatorio il primo sabato dopo la morte i monaci carmelitani. La visione è raccontata nel documento papale conosciuto come Bolla Sabatina del 3 marzo 1322.

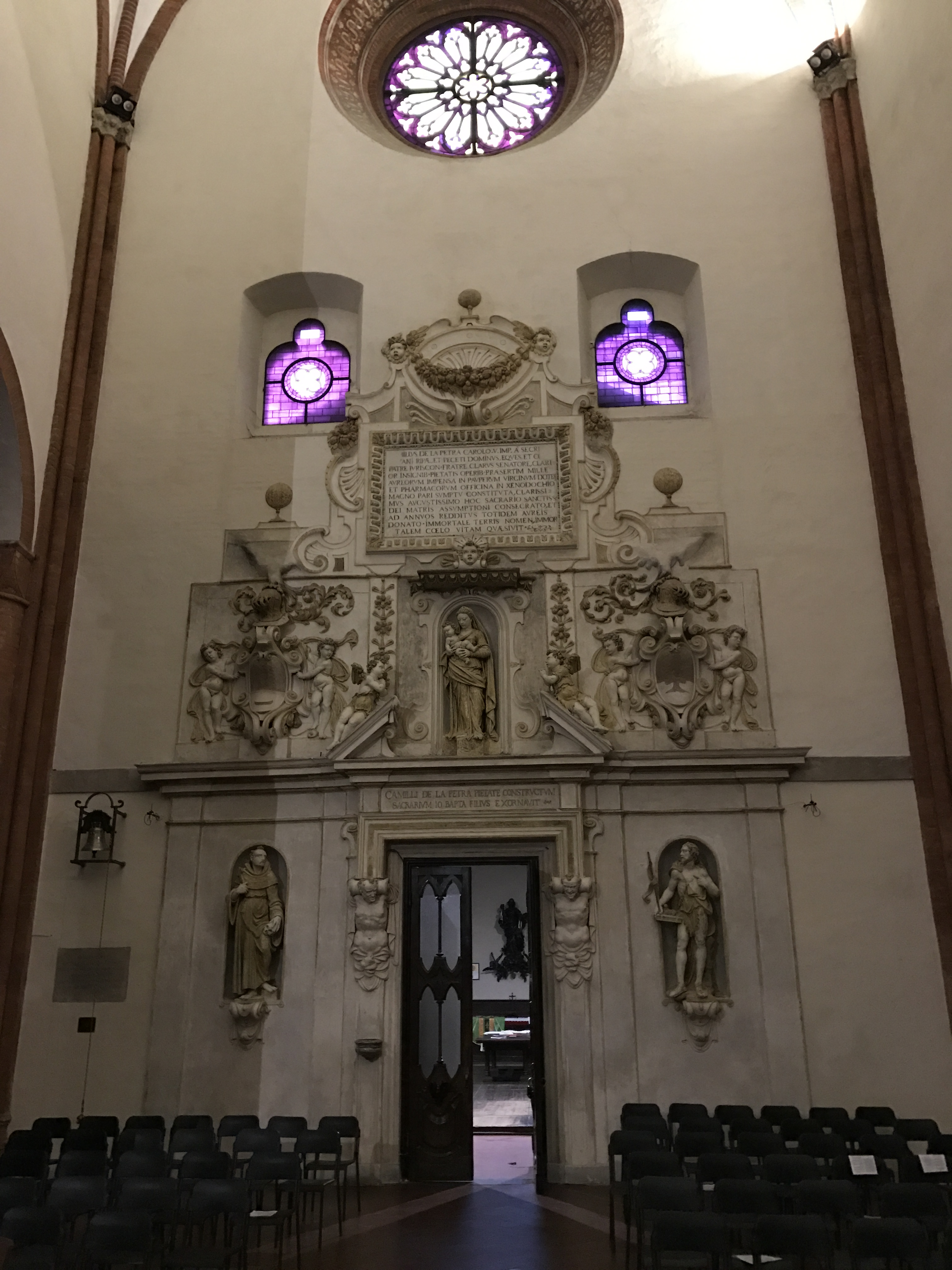
L'ingresso della sacristia, 1576.
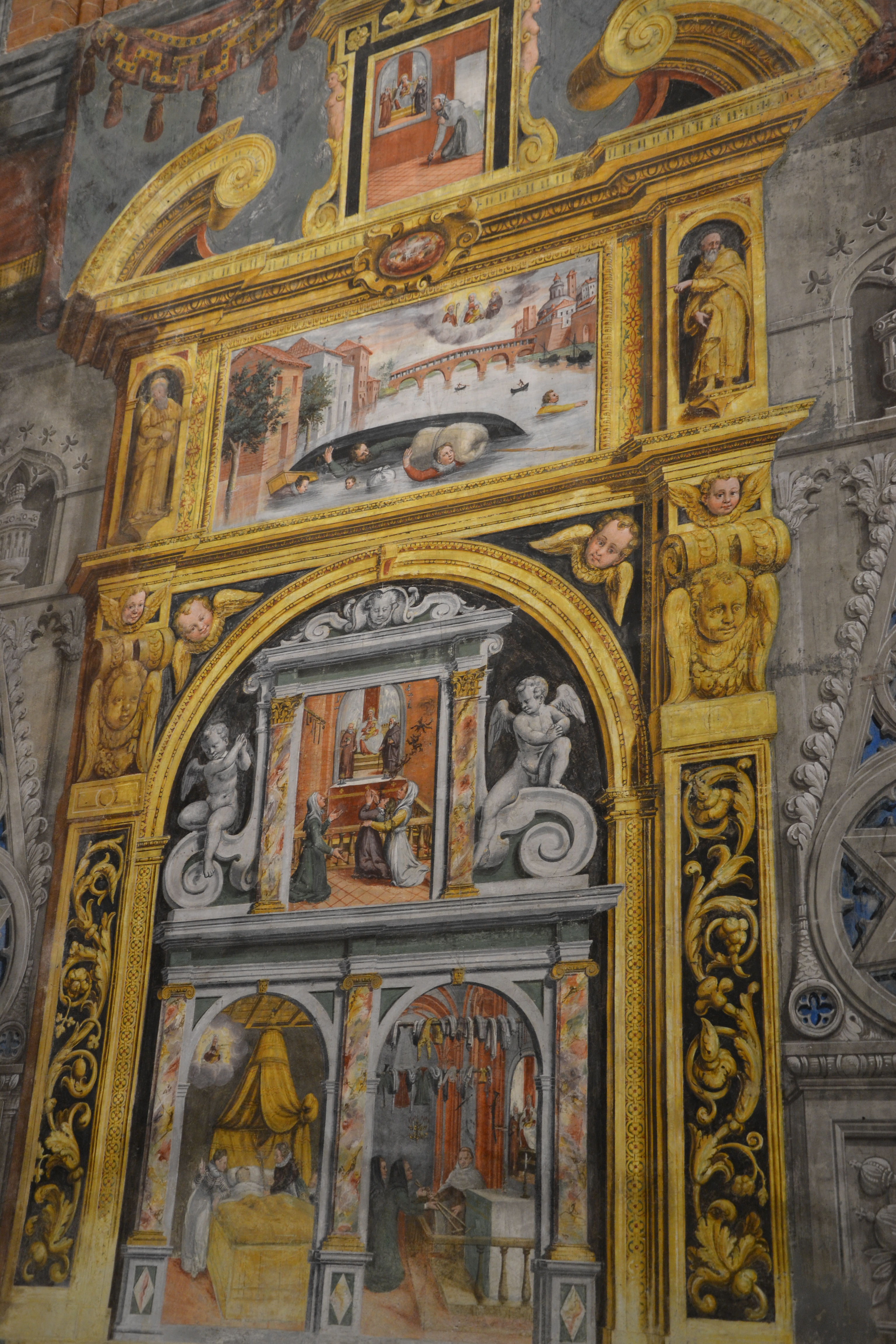
Affresco votivo dipinto sulla controffaciata, seconda metà del XVI secolo.
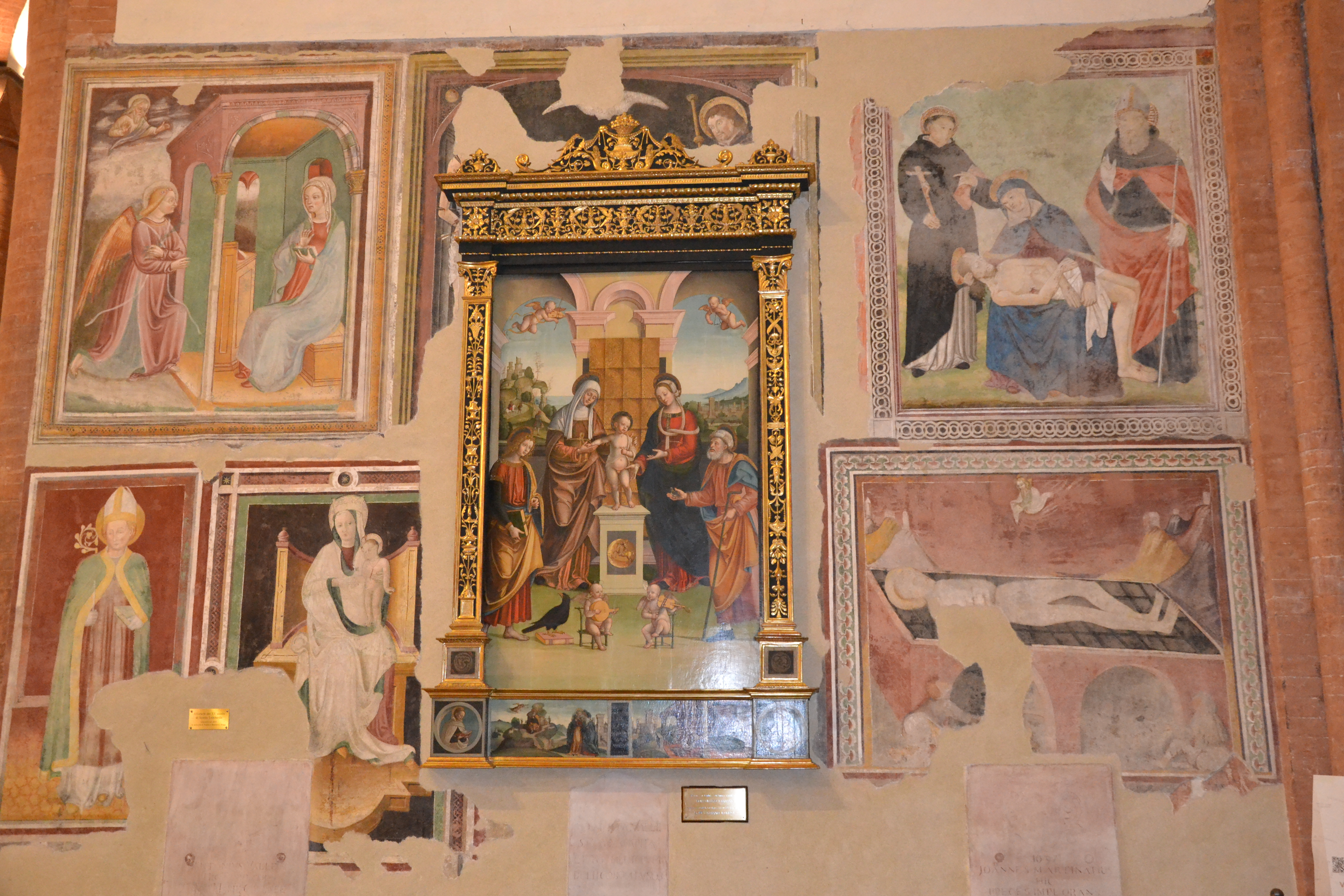
Affreschi votivi della prima metà del XV secolo opera di allievi di Michelino da Besozzo e pala di Bernardino Lanzani.
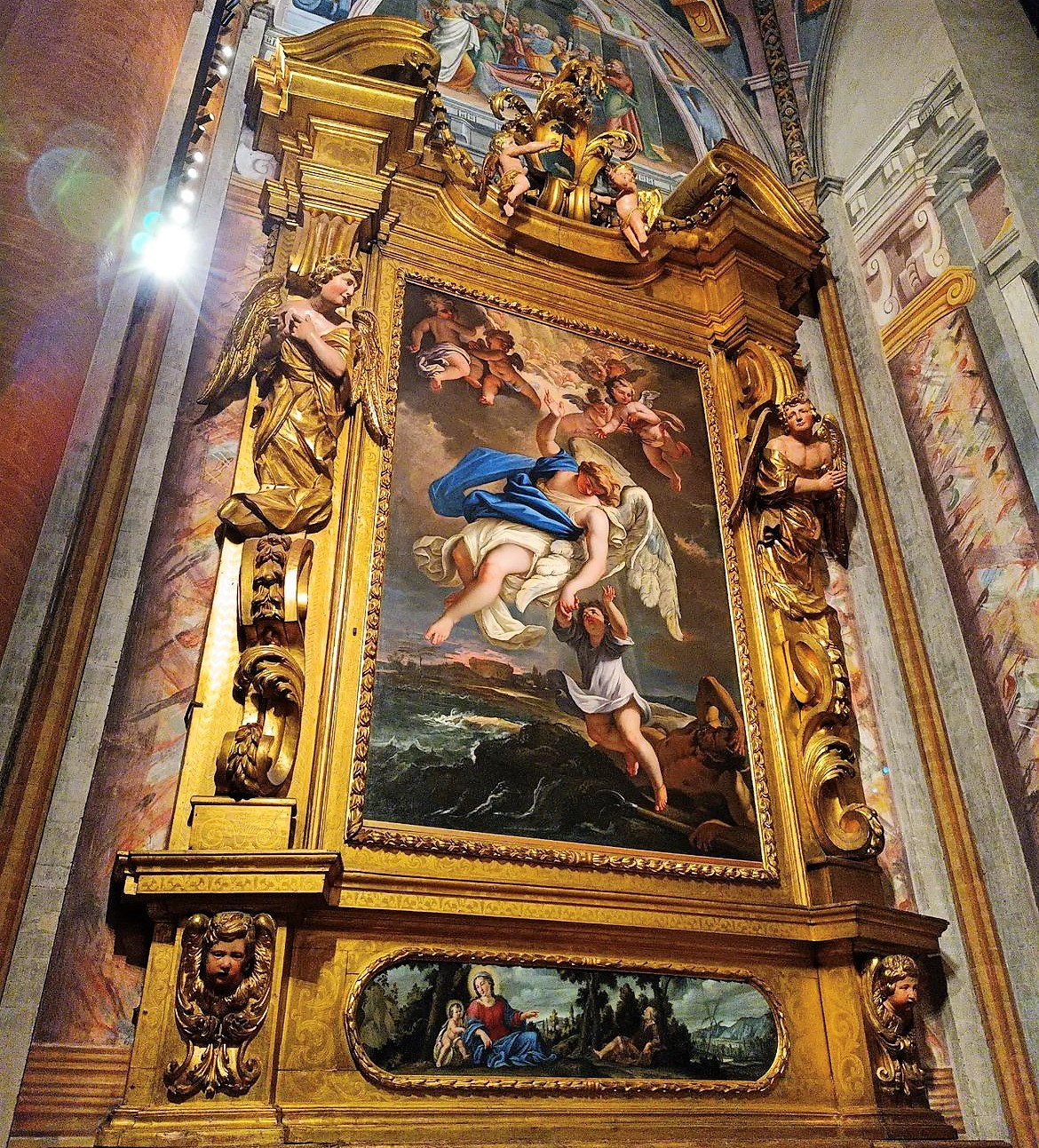
Sebastiano Ricci, L’angelo custode, 1694.
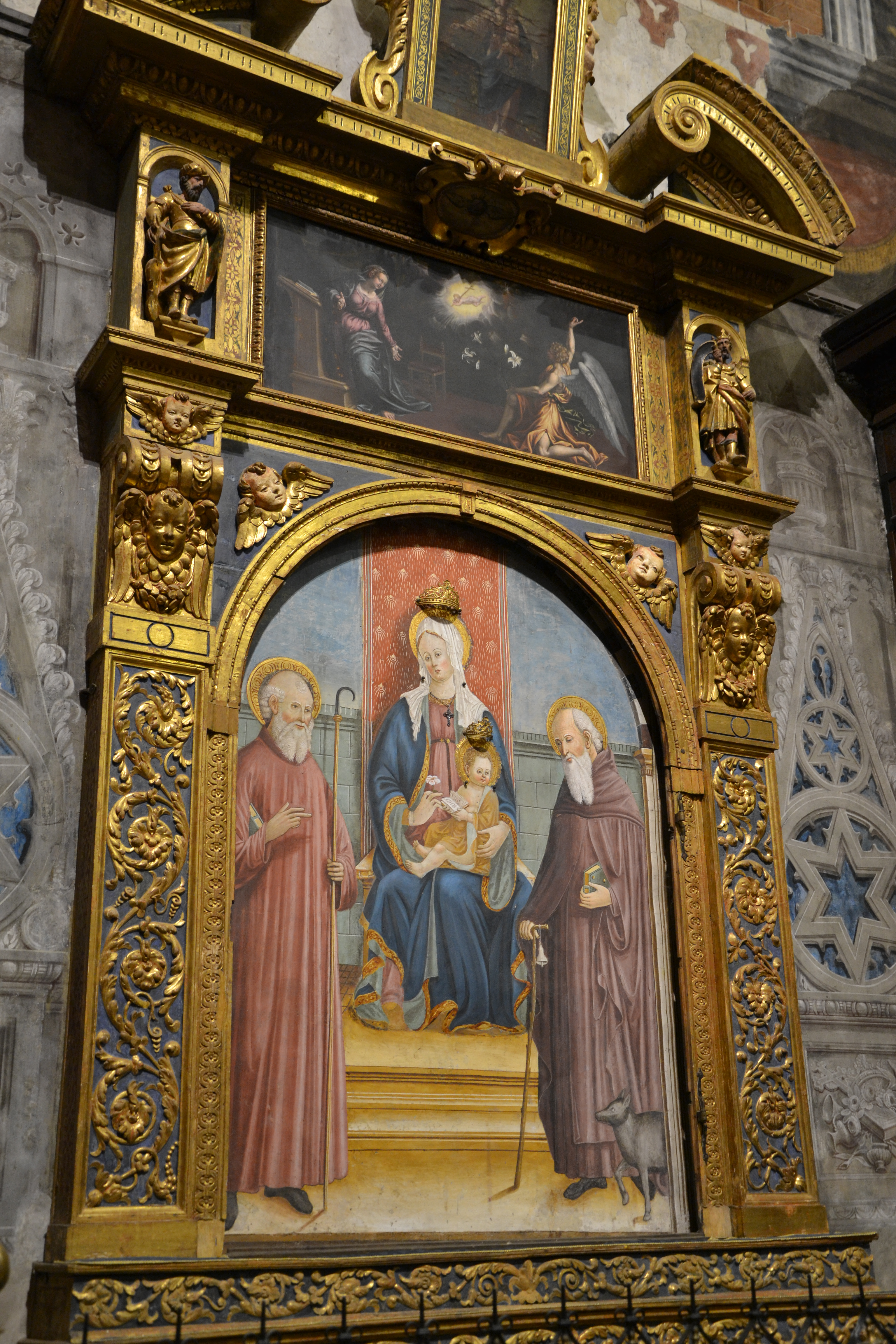
Madonna delle Grazie tra san Giulio d'Orta e Sant'Antonio Abate (seconda metà del XV secolo).
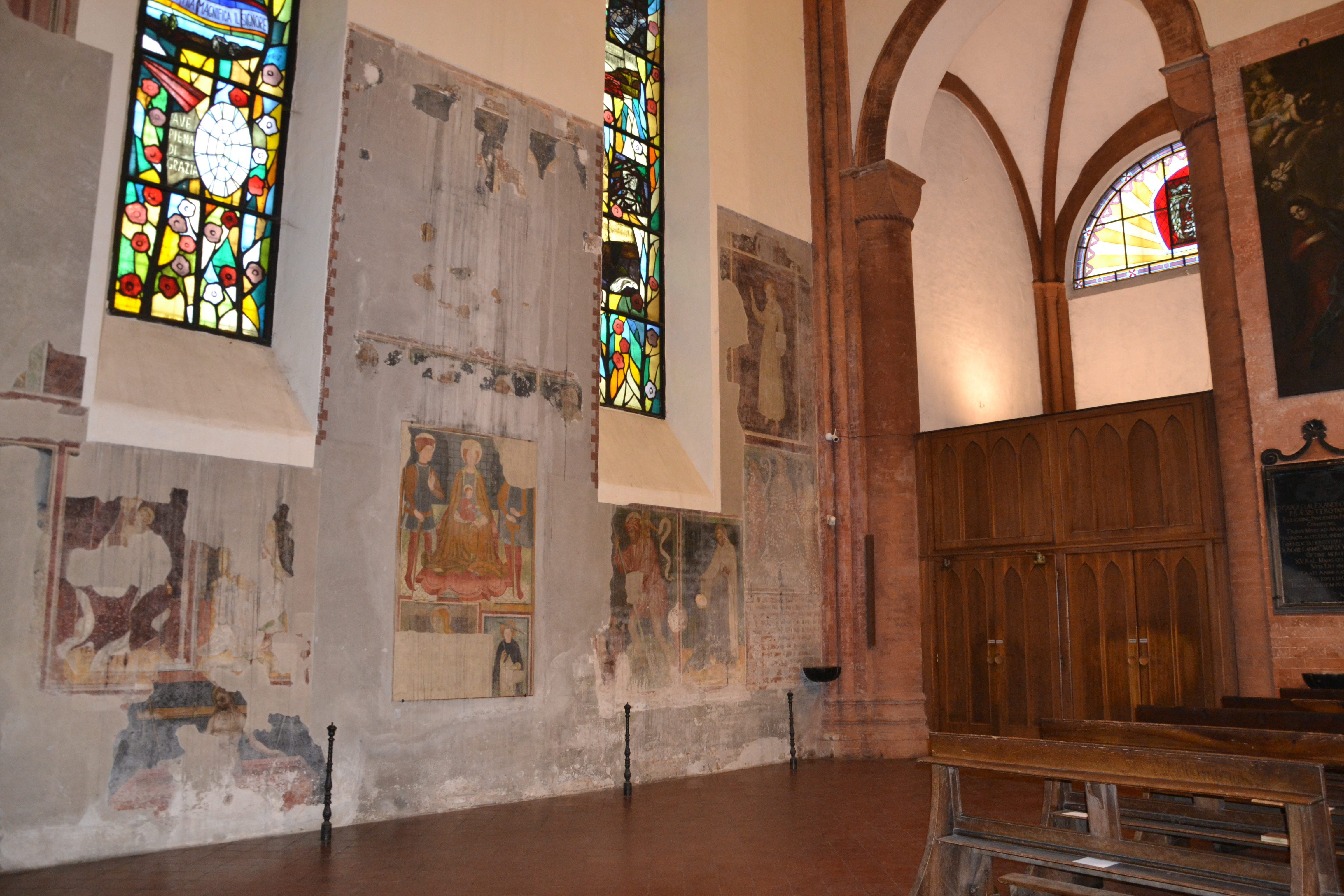
Affreschi votivi del transetto, XV secolo.

### Cappelle navata sinistra

#### Cappella del battistero
La cappella (prima partendo dalla facciata) del battistero fu l'ultima ad essere edificata nel 1490. Originariamente era dedicata a Sant'Alessandro e venne realizzata col contributo della famiglia Visconti Scaramuzza. È stata restaurata dal febbraio 2014 al giugno 2015. I lavori, che hanno previsto anche la rimozione delle alterazioni dovute ai restauri precedenti, sono stati coordinati da Nicola Ghiaroni e sono stati resi necessari a seguito del degrado dovuto a infiltrazione che nel sorso degli anni hanno deteriorato l'intera struttura.
Il fonte battesimale, il cuore del battistero, fu realizzato in cotto nel 1875 su progetto dell'ingegnere Guido del Maino dalla ditta Boni di Milano (la stessa che decorò la Casa del Manzoni). In ognuna delle quattro facce del ciborio troviamo delle statue e dei medaglioni.
Sopra alla colonna sinistra nel pinnacolo (guardando il fonte battesimale), corrispondente al lato sud che si affaccia sulla navata, si trova la statua della Carità, rappresentata da una donna che tiene in braccio un bambino. Seguendo verso destra, sul timpano vi è il medaglione dell'evangelista Matteo, e al centro un medaglione raffigurante il battesimo di Cristo, quindi l'evangelista Marco e, infine, sopra al secondo pilastro la statua della Fede, rappresentata da una donna con un velo in testa e una fiaccola in mano.

#### Seconda cappella
In origine la cappella era di proprietà della corporazione dei macellai e da questi dedicata a san Luca (che ha come simbolo un bue) e san Bovo. Successivamente fu dedicata a san Liborio che nella tradizione popolare è invocato come santo ausiliatore e taumaturgo. Il vescovo è rappresentato nel dipinto di Marco Antonio Pellini mentre intercede per gli ammalati. Quest'ultimo, come l'altare, erano collocati nella prima cappella e furono qui spostati per far posto al fonte battesimale.
Con una statua di Sant'Antonio Abate realizzata su progetto di Pasquale Massacra.

#### Cappella del Beato Contardo Ferrini già di Santa Teresa d'Avila
Nella cappella si trova una pala del pittore pavese Mario Acerbi che rappresenta il beato mentre insegna diritto all'Università di Pavia. L'altare sotto la pala, con bassorievi con la vita del beato, è opera degli scultori Vittorio e Angelo Grilli.

#### Quarta cappella
Dipinto con "Sant' Emerenziana che incontra gli eremiti del Carmelo" di Bernardo Ciceri.

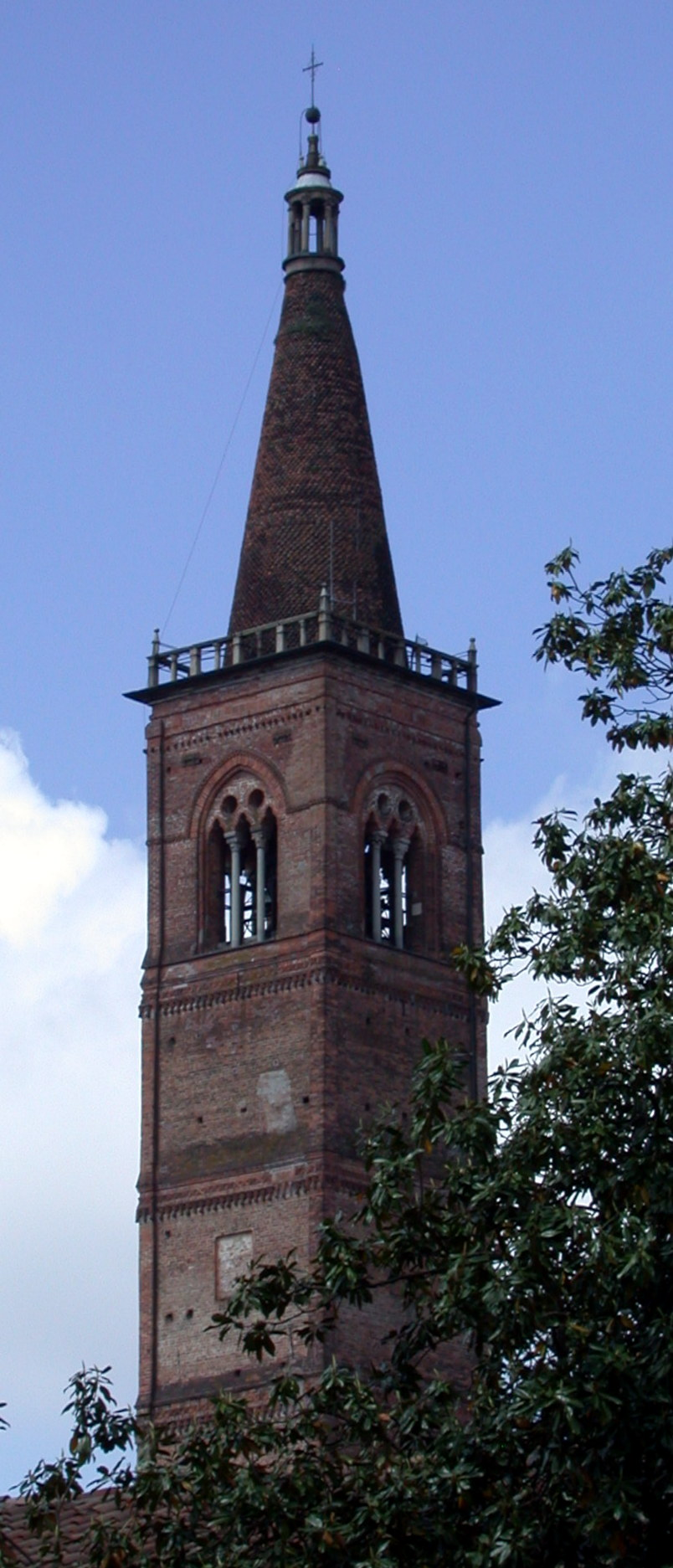
Il campanile, 1450 circa.

#### Cappella di Bernardino da Feltre
Sul lato nord della cappella è murata la lastra di quella che fu la sepoltura del Beato Bernardino da Feltre. Al di sopra è posta la grande pala di Federico Faruffini Il Beato Bernardino da Feltre, istitutore dei monti di Pietà, durante la carestia distribuisce ai poveri alcuni pani a lui donati dopo la predica" dipinto nel 1861. La pala aveva avuto una collocazione provvisoria nel Palazzo Malaspina ed è stata trasferita nella cappella nel 1939. Il lavoro è stato commissionato dalla "Compagnia dei lavoranti prestinaj, fidellari e mugnai". Secondo la tradizione la compagnia era stata fondata dallo stesso Bernardino che si era peraltro battuto perché i panettieri fossero esentati dal lavoro il sabato sera in modo da poter santificare la domenica.

#### Cappella di San Giuseppe
Per volontà del marchese Giovanni Battista Bellisomi che ne affidò la costruzione agli eredi il 16 marzo 1630.

#### Cappella di San Giovanni Bosco
Ospita una pala dedicata al santo, dipinta dal pittore pavese ginocchio Testa, nel 1959.

#### Cappella del Sacro Cuore
Con affreschi di Luigi Morgari.

### Controfacciata
Nella controfacciata vi è un dipinto della seconda metà del XV secolo raffigurante la Madonna delle Grazie tra San Giulio e Sant'Antonio Abate all'interno di una cornice architettonica cinquecentesca in legno dorato intagliato. La devozione popolare ha attribuito poteri miracolosi al dipinto e attorno ad esso sono nati aneddoti e leggende. A destra del dipinto vi è un affresco (risalente alla seconda metà del XVI secolo) racchiuso dentro una cornice dorata dipinta che riprende quella lignea entro la quale sono state inserite cinque raffigurazioni dei miracoli che questa Madonna avrebbe compiuto. Tra questi si riconosce il salvataggio da un naufragio nel Ticino in piena.

### Campanile
Risalente al 1450 circa, svetta elegante sulla città; è adornato da numerosi fregi e caratterizzato da una trifora adorna di colonne di marmo. Con i suoi 84 m di altezza è la più alta torre campanaria di Pavia. All'interno della cella campanaria vi è un concerto di cinque campane in Re3 fuse dai fratelli Barigozzi nel 1843, probabilmente a Oleggio, poiché non possedevano ancora la sede di Milano, quartiere Isola.

## Chiostro
Nel lato sud della chiesa si trova il chiostro del monastero, articolato in due corti, in cui hanno vissuto i monaci fino alla soppressione della comunità carmelitana nel 1799. Il chiostro occidentale presenta un porticato sui quattro lati e si addossa alla navata destra della chiesa. L'edificio è sede del Liceo Scientifico statale Torquato Taramelli.